# Michał Lasota
Michał Lasota (ur. 23 listopada 1977 w Bydgoszczy) – polski prawnik, sędzia, w latach 2018–2022 prezes Sądu Rejonowego w Nowym Mieście Lubawskim, w latach 2022–2024 prezes Sądu Okręgowego w Olsztynie, od 18 czerwca 2018 Zastępca Rzecznika Dyscyplinarnego Sędziów Sądów Powszechnych.
Lasota został powołany na stanowisko sędziego sądu rejonowego w Nowym Mieście Lubawskim postanowieniem Prezydenta Rzeczypospolitej Polskiej Lecha Kaczyńskiego dnia 21 kwietnia 2009 Wcześniej, w latach 2006–2009 był asesorem sądowym w tym sądzie, z kolei od stycznia 2018 do 19 czerwca 2022 pełnił funkcję prezesa tego sądu. Od stycznia 2019 orzekał w X Wydziale Karnym Odwoławczym Sądu Okręgowego w Warszawie na podstawie delegacji Ministra Sprawiedliwości na czas nieokreślony. 4 lutego 2021 objął stanowisko sędziego Sądu Okręgowego w Elblągu. 20 czerwca 2022 został powołany na stanowisko Prezesa Sądu Okręgowego w Olsztynie.
Od 10 września 2018 Lasota był także członkiem Zespołu ds. czynności Ministra Sprawiedliwości podejmowanych w postępowaniu dyscyplinarnym sędziów i asesorów sądowych. Zespół ten został zniesiony przez Ministra Sprawiedliwości 29 sierpnia 2019.
W marcu 2024 minister sprawiedliwości Adam Bodnar odwołał Michała Lasotę z funkcji prezesa Sądu Okręgowego w Olsztynie. Decyzję tę uzasadnił m.in. nadużywaniem przez Lasotę funkcji zastępcy rzecznika dyscyplinarnego sędziów poprzez wszczynanie postępowań dyscyplinarnych wobec sędziów stosujących prawo europejskie. Przykładem tego rodzaju działania było wszczęcie 28 listopada 2019 r. postępowania dyscyplinarnego przeciwko sędziemu Pawłowi Juszczyszynowi m.in. z tego powodu, że wykonując wyrok TSUE z 19 listopada 2019 r. (tzw. „sprawa AK”) podjął działania w celu weryfikacji prawidłowości powołania KRS ukształtowanej ustawą z 8 grudnia 2017 r., co doprowadziło do bezprawnego zawieszenia sędziego Juszczyszyna w wykonywaniu zawodu na okres ponad 2 lat, gdzie w związku z tą sprawą wyrokiem z 6 października 2022 r. (skarga nr 35599/20) ETPC stwierdził naruszenie postanowień EKPC (art. 6, art. 8, art. 18). Kolejnym argumentem za odwołaniem Michała Lasoty był jego dwukrotny udział w procedurze konkursowej przed KRS, ukształtowaną ustawą z 8 grudnia 2017 r., w celu objęcia stanowiska sędziego sądu okręgowego, a następnie sędziego sądu apelacyjnego. Zdaniem ministra Adama Bodnara sytuacja, w której orzeczenia z udziałem osoby pełniącej funkcję Prezesa Sądu Okręgowego mogą być z urzędu uchylane przez Sąd Najwyższy w trakcie kontroli kasacyjnej ze względu na bezwzględną przyczynę odwoławczą z art. 439 § 1 pkt. 2 k.p.k. (nienależyta obsada sądu), m.in. ze względu na udział sędziego w procedurze awansowej z udziałem nieprawidłowo ukształtowanej KRS, w sposób zasadniczy podważa autorytet wymiaru sprawiedliwości. Jako przykład takiego orzeczenia podano wyrok Sądu Najwyższego z 15 lutego 2024 r. (sygn. IV KK 327/23), gdzie – po przeprowadzeniu tzw. testu niezależności – wskazano, iż w przypadku udziału sędziego Michała Lasoty w składzie orzekającym obywatele nie mają zapewnionego prawa do rzetelnego procesu przed niezawisłym i bezstronnym sądem.
Następnie Michał Lasota orzekał w utworzonym na wniosek ówczesnego prezesa sądu Piotra Schaba VIII Wydziale Karnym Sądu Apelacyjnego w Warszawie. Po likwidacji tego wydziału w sierpniu 2024 został przeniesiony do nowo powstałej sekcji zażaleniowo-wnioskowej II Wydziału Karnego tego sądu.
Po zmianie rządu w Polsce w wyniku wyborów 15 października 2023 został objęty licznymi śledztwami, podobnie jak Piotr Schab i Przemysław Radzik, w sprawach dotyczących represji wobec sędziów. Wytoczono mu też 2 postępowania dyscyplinarne (stan na grudzień 2024).